# 四條畷警察署
四條畷警察署（しじょうなわてけいさつしょ）は、大阪府警察管轄の警察署である。所在地は大東市であるが、もとは四條畷市に所在していた。また、四条畷駅と同様に、大東市域でも広域地名としての四條畷に含まれる旧・四条町に所在している。

## 所在地
- 大阪府大東市深野3丁目28-1
  - JR片町線（学研都市線） 野崎駅から徒歩6分

## 管轄区域
- 大東市
  - ただし、諸福七丁目および諸福八丁目（府道大阪中央環状線東側以西の区域）を除く。
- 四條畷市
- 東大阪市
  - 加納6丁目（8番地から西へ9番地に至る水路北側以北の区域）

## 沿革
- 1874年3月 - 讃良郡甲可郷中野村字三坪57（現在の四條畷市中野周辺）の屋敷に堺県から吏員1人が派遣され、屯所として開設される。
- 1877年10月 - 讃良郡甲可郷中野村字三坪無番地（現在の四條畷市中野周辺）に庁舎を新築し、枚方警察署中野分署と改称される。
- 1900年9月 - 北河内郡甲可村大字南野868番地（現在の四條畷市南野周辺）に庁舎を移転し、枚方警察署四條畷分署と改称する。
- 1926年7月1日 - 四條畷警察署に昇格。
- 1947年12月21日 - 四條畷町を管轄する四條畷町警察署と四條畷町を除く北河内郡全域と中河内郡の一部を管轄する国家地方警察大阪府北河内地区警察署が設置される。
- 1954年7月1日 - 警察法の改正により大阪府四條畷警察署となり現在に至る。
- 1978年1月9日 - 現在地に庁舎を新築移転。これにより、100年あまり庁舎が置かれていた四條畷市から離れ、人口が増加した大東市に移った。

## 交番

### 大東市
- 住道交番 - 浜町10-15
- 諸福交番 - 諸福7丁目1-1
- 大東中央公園交番 - 緑が丘1丁目12-1
- 寺川交番 - 寺川3丁目9-26
- 新町交番 - 川中新町1-1
- 北条交番 - 北条6丁目5-1

### 四條畷市
- 楠公交番 - 楠公2丁目8-21
- 忍ヶ丘交番 - 岡山東1丁目4-12
- 中野交番 - 中野3丁目5-41
- 田原交番 - 上田原5-3